# سونگ ایل لی
سونگ ایل لی (Lee Sung-il) نویسنده و مترجم اهل کره جنوبی است. او در حال حاضر استاد بازنشسته از دانشگاه یونسی است.

## زندگی‌نامه
سونگ ایل لی در سال ۱۹۴۳ در سئول به دنیا آمد و در کره جنوبی بزرگ شد و در دانشگاه یونسی زبان انگلیسی آموخت. او مدرک کارشناسی ارشد خود را از دانشگاه کالیفرنیا دیویس در سال ۱۹۷۳ و دکترای خود را از دانشگاه فناوری تگزاس در سال ۱۹۸۰ دریافت کرد. در سال ۱۹۸۱ سخنرانی‌های خود را در دانشگاه یونسی آغاز کرد و به تدریس شکسپیر، نمایشنامه رنسانس انگلیسی و ادبیات انگلیسی قرون وسطی پرداخت. او در سال ۲۰۰۹ از دانشکده بازنشسته شد. او به عنوان استاد ممتاز در دانشگاه یونسی به کارهای ترجمه خود ادامه می‌دهد.

## کارها
سونگ ایل لی در طول کار خود به عنوان استاد، علاقه خود را به ترجمه ادبیات کره ای ابراز کرد و از ترجمه‌هایی که عمدتاً توسط انگلیسی زبانان بومی انجام می‌شد انتقاد کرد. او ادبیات کره ای را به انگلیسی ترجمه کرد که شامل کار او در ترجمه هانسی (漢詩، اشعار کلاسیک کره ای به زبان چینی) است.
ترجمه‌های او در مجلدی با عنوان برکه مهتابی منتشر شد. چهارمین جایزه ترجمه ادبیات کره ای را که توسط بنیاد فرهنگ و هنر کره (مؤسسه ترجمه ادبیات کنونی کره) در سال 1999 دریافت کرد.
پس از بازنشستگی در سال ۱۳۸۸ به کارهای خود در زمینه ترجمه ادبیات کره ای ادامه داد. او در سال ۲۰۱۱ آثار شاعر کره ای یو چی جین را در حمایت از بنیاد Daesan ترجمه کرد و با عنوان اسب نر آبی منتشر کرد.
او علاوه بر ترجمه ادبیات کره ای، ادبیات انگلیسی قرون وسطی و رنسانس را نیز ترجمه می‌کند. او آثار شکسپیر و تراژدی اسپانیایی توماس کید را به زبان کره ای ترجمه کرد. علاوه بر این، او بر روی ترجمه مدرن Beowulf کار کرد و مورد تحسین منتقدان قرار گرفت، که به عنوان یک منبع انگلیسی زبان غیر بومی قابل توجه است.

## آثار
- برکه مهتابی: اشعار کلاسیک کره ای به زبان چینی. چاپ دره مس، ۱۹۹۷.
- قلم مو و شمشیر: کاسا، اشعار کلاسیک کره ای به نثر. ارتباطات بین فرهنگی، ۲۰۰۹.
- اسب نر آبی: شعرهای یو چی وان. کتاب‌های هما و سیکی، ۲۰۱۱.
- جرثقیل در ابرها: شیجو: اشعار کلاسیک کره ای به زبان بومی. کتاب‌های هما و سیکی، ۲۰۱۳.
- نوستالژی: شعرهای چونگ جی یونگ. ارتباطات بین فرهنگی، ۲۰۱۷.
- بیوولف در متون موازی: ترجمه شده با یادداشت‌های متنی و توضیحی. کتاب آبشار، ۲۰۱۸.
- ریختن گلبرگ‌ها: شعرهای چو جیحون نسخه دو زبانه با متن‌های موازی به زبان‌های کره ای و انگلیسی (نسخه انگلیسی و کره ای). ارتباطات بین فرهنگی، ۲۰۱۹.
- آیا آن سرزمین دور را می‌شناسید؟، ارتباطات بین فرهنگی، ۲۰۲۰.
- 고대영시선: 베오울프 외. 한국문화사، ۲۰۱۷.
- 서반아비극. 소명출판، ۲۰۲۰.